# Molinologia

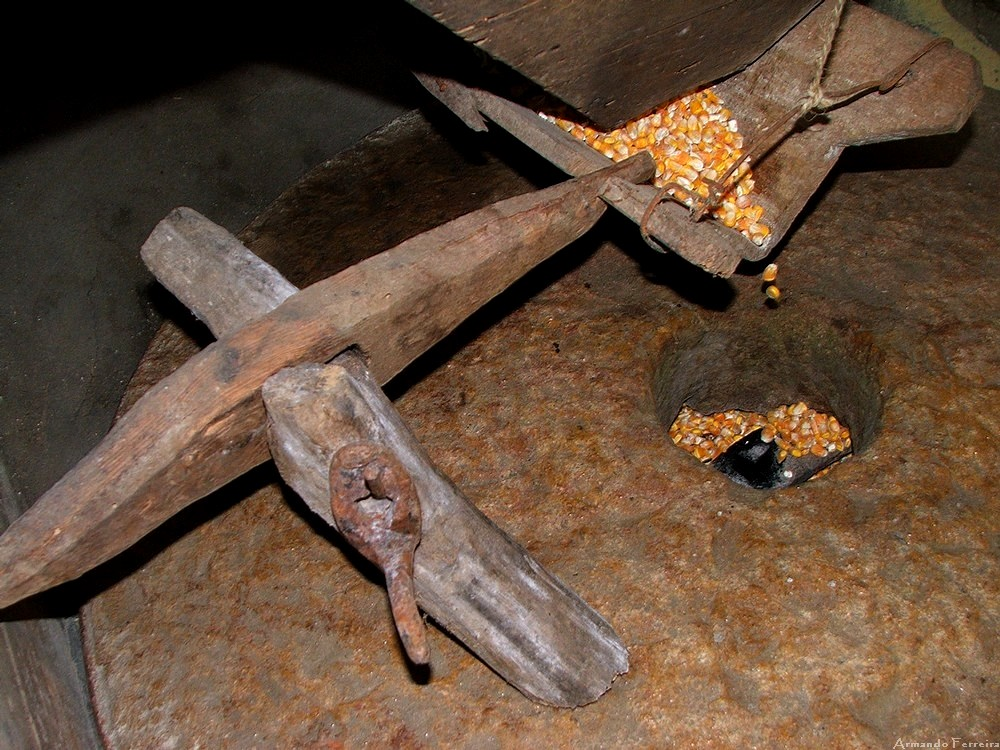
Moinhos da Freirôa (Albergaria-a-Velha)

Molinologia é uma área de estudo da etnotecnologia que se dedica ao conhecimento dos moinhos tradicionais nos seus aspetos técnicos, sociais e culturais.
Incide sobre um produto complexo da história das técnicas humanas, porquanto a construção de engenhos capazes de aproveitar energias renováveis e produzir trabalho útil, levou as diferentes sociedades a desenvolver diferentes soluções no tempo, no território e no domínio das mentalidades, do saber e do saber fazer. Assim, os moinhos enquanto factos técnicos, bem como a tecnologia que corporizam, exigem uma pesquisa pluridisciplinar, bem para lá das meras apreciações deterministas ou análises mecânicas dos engenhos.
A recolha e estudo destes saberes é um importante contributo para a preservação dos moinhos e paisagens tradicionais, bem como para o seu reaproveitamento funcional ao serviço do desenvolvimento local sustentável (educação ambiental, ecoturismo, etnoturismo, turismo rural). Existem algumas experiências interessantes, sobretudo na Europa e, nesta, em Portugal, embora seja frequente a adaptação dos velhos moinhos a unidades hoteleiras sem qualquer critério ou a sua reconstrução pouco rigorosa. Efeitos nefastos que devem ser evitados a todo o custo.
O estudo e valorização deste património para um eventual reaproveitamento do mesmo numa perspetiva de futuro e de desenvolvimento local, sem nunca esquecer a sua função original na comunidade local e na salvaguarda da sua memória e identidade, deverá ser o objetivo de todos aqueles que se interessem por esta temática da Molinologia.

## Tipologias[1]
Mó manual

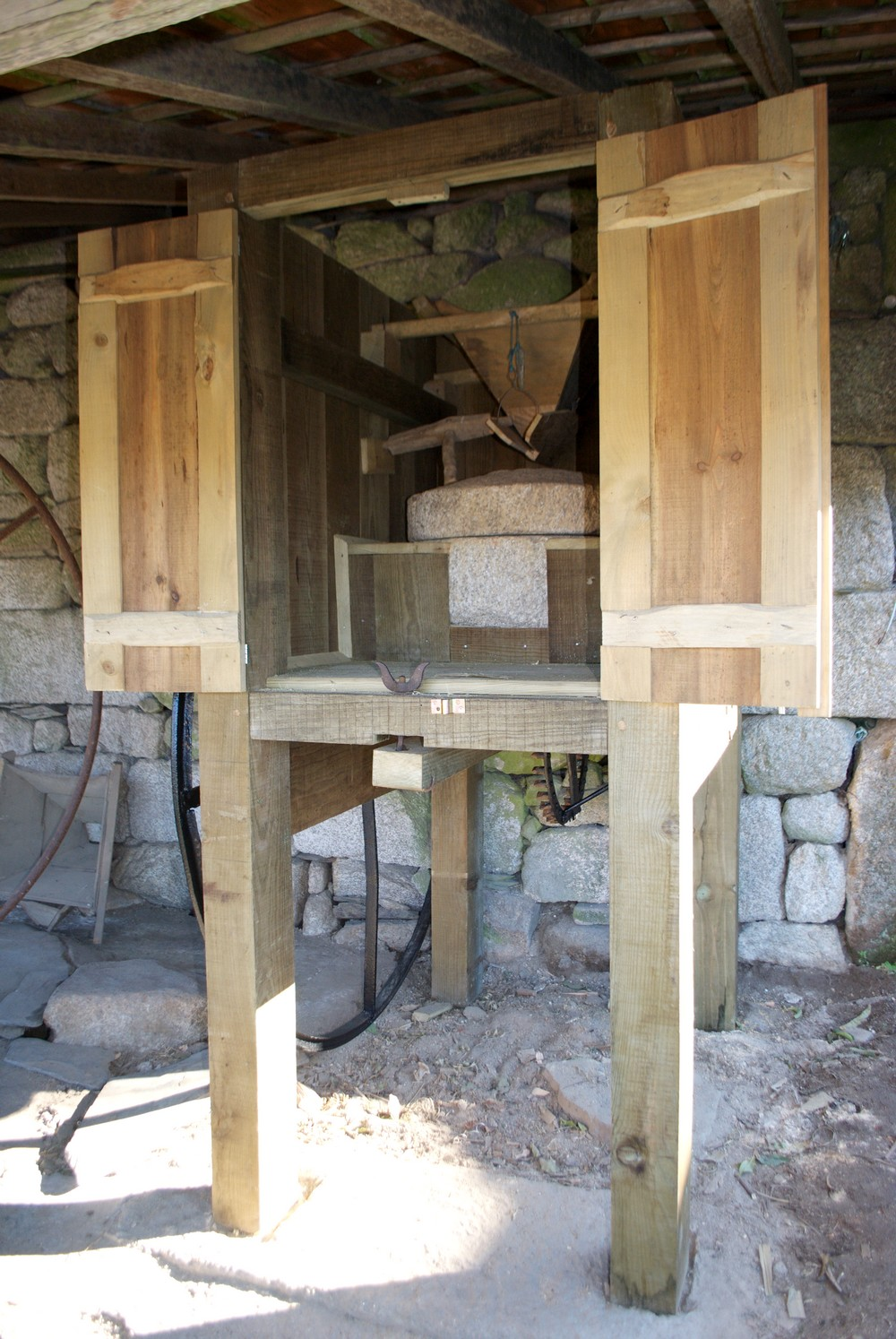
Moinhola de Macieira de Alcôba em Águeda

Desde a época pré-histórica, sobretudo a partir do Neolítico, que o Homem sentiu necessidade de esmagar e triturar as sementes e os grãos que provinham do cultivo da terra, de maneira a facilitar a sua ingestão e consumo. Para tal supõe-se que tenha começado por utilizar duas simples pedras, sendo uma delas fixa, como uma rocha, enquanto a outra era manuseada por si. A este tipo de utensílios podemos dar o nome genérico de trituradores. Era um sistema totalmente manual e muito rudimentar, no qual podemos incluir mais tarde as mós planas e os rebolos, assim como os seus derivados que são os almofarizes e os pilões.
Posteriormente, em época incerta e motivo de alguma discussão entre diversos autores, surgiram as mós circulares, as quais vieram permitir a evolução do sistema de vaivém das mós planas ou de pilagem do almofariz, para um sistema baseado no movimento rotativo, o qual veio a ser a base de todos os sistemas de moagem subsequentes. A generalização do uso das mós manuais rotativas, como utensílio doméstico de uso quase exclusivamente familiar, acabou por se prolongar ao longo dos tempos, pois supria a necessidade de se recorrer a outros sistemas de moagem dependentes das contingências da água ou do vento, além de que evitava o pagamento da maquia aos moleiros profissionais.
Existem várias variantes deste tipo de mós manuais. Desde o sistema mais simples de acionamento direto, até ao sistema de acionamento indireto, como as moinholas e as zangarelhas, os quais são engenhos já com alguma complexidade.
Atafona

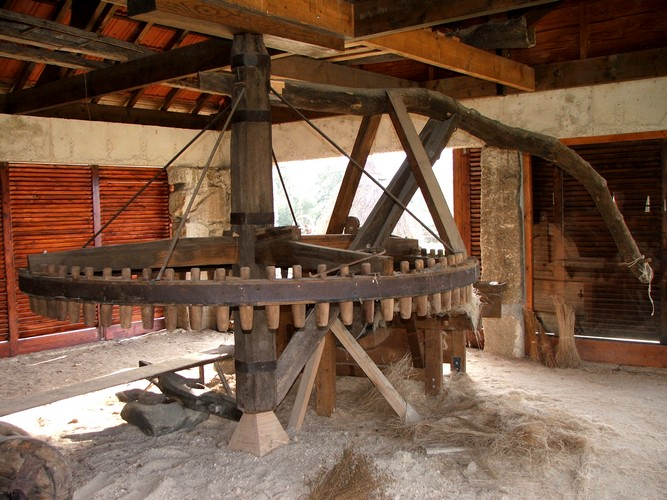
Atafona de linho da ADEP - Associação de estudo e Defesa do Património Histórico-Cultural de Castelo de Paiva

Com o desenvolvimento da vida urbana, nomeadamente na antiga Roma e nas civilizações mediterrânicas, como a grega e a fenícia, surge a necessidade de aumentar a produção de farinha. Surgem assim os primeiros engenhos de moagem movidos pela força animal. Mais tarde, esses engenhos chegaram à Península Ibérica, supostamente introduzidos pelos Árabes, já utilizando a tecnologia e a forma próxima da atafona que se tornou mais comum em Portugal. 
Com a expansão da atafona, a moagem deixa de ser uma atividade exclusivamente familiar, como no tempo da moagem manual, para adquirir uma faceta mais industrial e comercial. Em Portugal, principalmente no sul do território, a sua implementação foi muito forte. Surge a profissão de atafoneiro, a qual tinha o seu próprio regime profissional e era regida por um Regimento no qual constavam regras e sanções caso estas não fossem cumpridas. Saliente-se a grande utilização que as atafonas também tiveram nos arquipélagos dos Açores e da Madeira. Aliás, é aqui que atualmente ainda subsistem inúmeros vestígios destes engenhos, principalmente em algumas ilhas dos Açores, onde ainda é possível assistir à sua utilização por parte de algumas populações rurais.
As atafonas podem ser divididas em duas categorias: as de transmissão direta e as de transmissão indireta.
Moinho de rodízio
Os moinhos de rodízio enquadram-se dentro da tipologia dos moinhos movidos a água, sendo acionados por uma roda horizontal, em contraponto às azenhas de roda vertical. O registo mais antigo que se conhece e que alude ao moinho de água de roda horizontal, encontra-se num epigrama de Antipatros de Salónica, o qual se presume date de 85 a.C..
Contudo, existem outros registos, nomeadamente arqueológicos, os quais apontam para a existência deste sistema na Dinamarca, no século I a.C., assim como uma menção num poema na China do ano 31 da nossa era. A roda horizontal, designada habitualmente como rodízio, é composta por um conjunto de palas dispostas radialmente, as quais recebem a impulsão do jato de água que nelas bate.

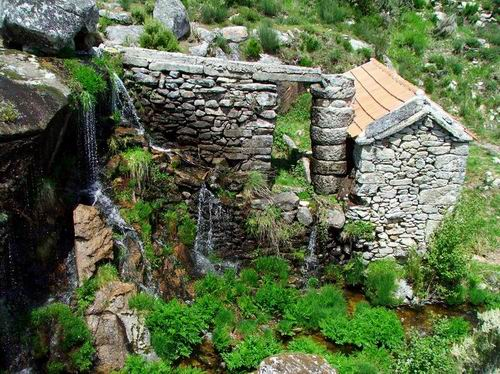
Moinho de rodízio tipo Arubah em Boticas

A difusão deste tipo de engenhos hidráulicos foi muito rápida por toda a Europa, devido à profusão e características dos cursos de água aí existentes. De facto, este tipo de moinho não requer grandes cursos de água, podendo mesmo funcionar com um caudal relativamente reduzido. Na época medieval a sua posse era essencialmente um privilégio dos senhores feudais, os quais cobravam pesados impostos a quem os utilizasse.
Mais tarde, com o aumento da cultura dos cereais por parte de pequenas comunidades rurais, assistiu-se à crescente expansão dos sistemas de moagem tradicionais, na posse de pequenos proprietários, ou de grupos de camponeses pertencentes a uma mesma comunidade. Devido à sua relativa simplicidade e facilidade de instalação, os moinhos de rodízio foram quase sempre os escolhidos, o que multiplicou substancialmente a sua implantação.
Em Portugal, a introdução dos moinhos de água deve-se presumivelmente aos Romanos, sendo o moinho de rodízio aquele que mais se difundiu, principalmente nas regiões do norte do país. Segundo o autor Jorge Dias, existiriam em Portugal no ano de 1968, cerca de 10.000 moinhos ainda em atividade, dos quais aproximadamente 7.000 seriam de água e destes 5.000 seriam de rodízio. A sua utilização subsistiu até aos nossos dias, essencialmente nas regiões onde a agricultura e a pecuária de cariz familiar continuam a ter alguma expressão, apesar de atualmente o número de engenhos ativos ser substancialmente menor.
Azenha
Embora em certas regiões de Portugal seja dado o nome de azenha a todo o tipo de moinho movido a água, devemos considerar como fazendo parte desta tipologia unicamente os moinhos de água de roda vertical. Estes podem dividir-se em vários tipos, sendo os mais comuns aqueles que diferenciam o tipo de propulsão que é aplicada, pelo que temos as azenhas de propulsão superior, propulsão média e propulsão inferior.

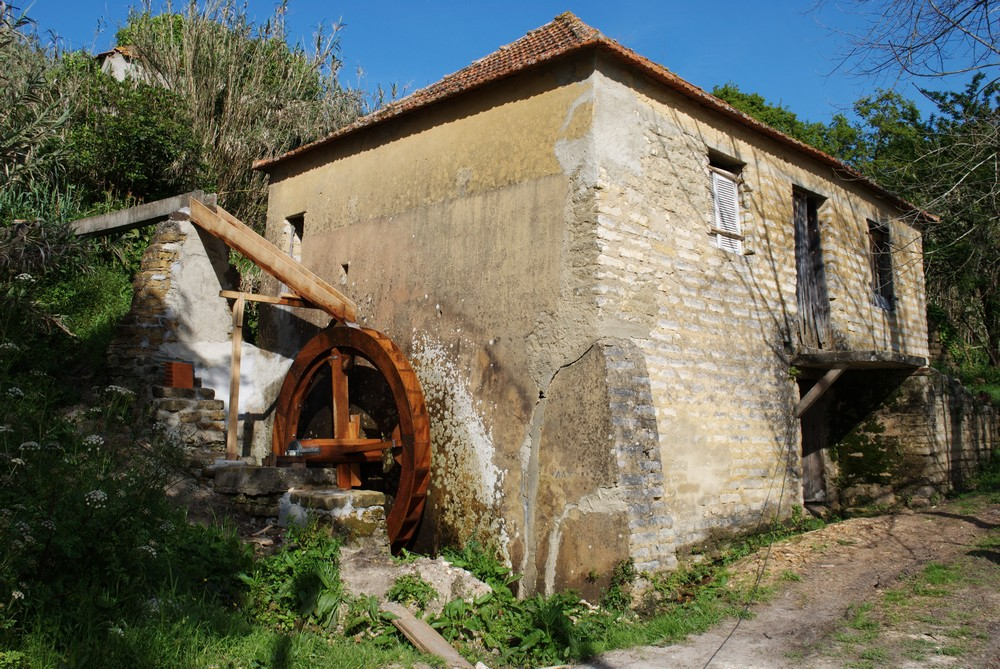
Azenha da Ti Luísa em Vagos

No caso das azenhas de propulsão superior, também chamada de azenha de copos, a água é conduzida por uma caleira, caindo de um nível superior em relação à roda vertical, impulsionando-a pela ação do seu peso, à medida que vai enchendo os “copos” ou os “covelos” da mesma. Quanto à roda vertical das azenhas de propulsão média ou inferior, esta encontra-se posicionada de forma a que a corrente dos cursos de água exerça o seu impulso sobre as “palas” ou “palhetas” da mesma.
Insere-se também nesta tipologia de moinhos, os chamados moinhos de barcas e as azenhas de rio temporárias. Os moinhos de barcas eram, como o seu próprio nome indica, compostos por uma ou duas rodas verticais montadas numa ou entre duas barcas, as quais eram fundeadas nas zonas dos rios com mais corrente, aproveitando diretamente esse facto para fazer girar as suas mós. Sabe-se da sua existência no passado em Portugal, mas não existe registo de qualquer exemplar nos tempos mais recentes.
A introdução em Portugal dos moinhos de água de roda vertical, ter-se-á devido aos Árabes, havendo os primeiros registos da sua utilização desde o século X. Em alguns casos as azenhas vieram substituir os moinhos de rodízio, visto estas terem um rendimento superior a estes. Contudo, a sua implementação no nosso país é muito inferior à dos moinhos de rodízio.
Moinho de maré

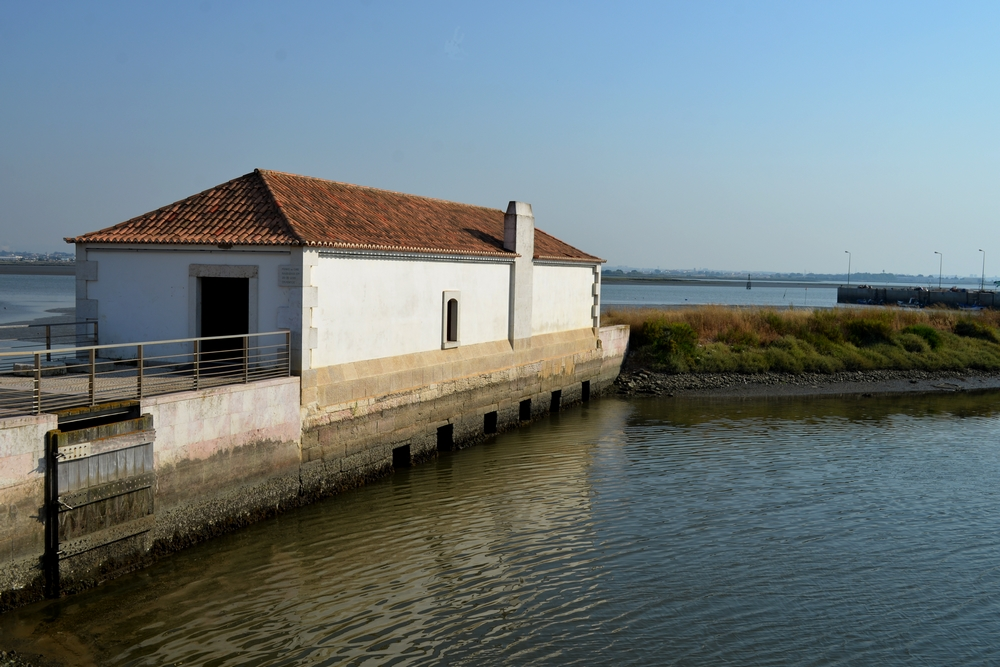
Moinho de Maré do Cais das Faluas no Montijo

Os moinhos de maré são engenhos que aproveitam o desnível provocado pelas marés, entre a preia-mar e a baixa-mar, para fazer acionar os seu rodízios ou rodetes. Localizam-se primordialmente nos estuários de rios, junto a esteiros que ainda sofram a influência das marés. O seu sistema de funcionamento assenta no enchimento de uma grande represa durante a preia-mar, a que se dá o nome de caldeira, sendo a água aqui retida por intermédio de uma comporta, a qual é fechada no ponto mais alto da maré. Quando esta começa a descer e após os rodízios se encontrarem emersos, a água da caldeira é encaminhada para os mesmos, fazendo-os movimentar através do peso do grande volume de água existente na caldeira e do desnível entre a altura das marés.
Tendo em conta o ritmo normal das marés, este tipo de engenho está condicionado a um funcionamento de cerca de quatro horas por dia. Esse facto é atenuado pela existência de diversos rodízios, de grandes dimensões. Estes podiam chegar ao número de seis, oito, dez, ou até mesmo doze, como no caso de um moinho de maré situado na região da Figueira da Foz.
Os vestígios mais antigos de um moinho de maré remontam ao século VII, localizados na Irlanda do Norte, tendo a sua utilização se estendido pelo continente europeu ao longo da Idade Média. Em Portugal, existem registos da implantação de moinhos de maré desde o século XIII, sendo que estes existiram de norte a sul, desde o estuário do Rio Lima até ao Algarve. A sua utilização perdurou até mais tarde nas regiões do sul, nomeadamente nos estuários do Tejo, do Sado e na Ria Formosa, onde ainda subsistem alguns exemplares em funcionamento.
Moinho de vento

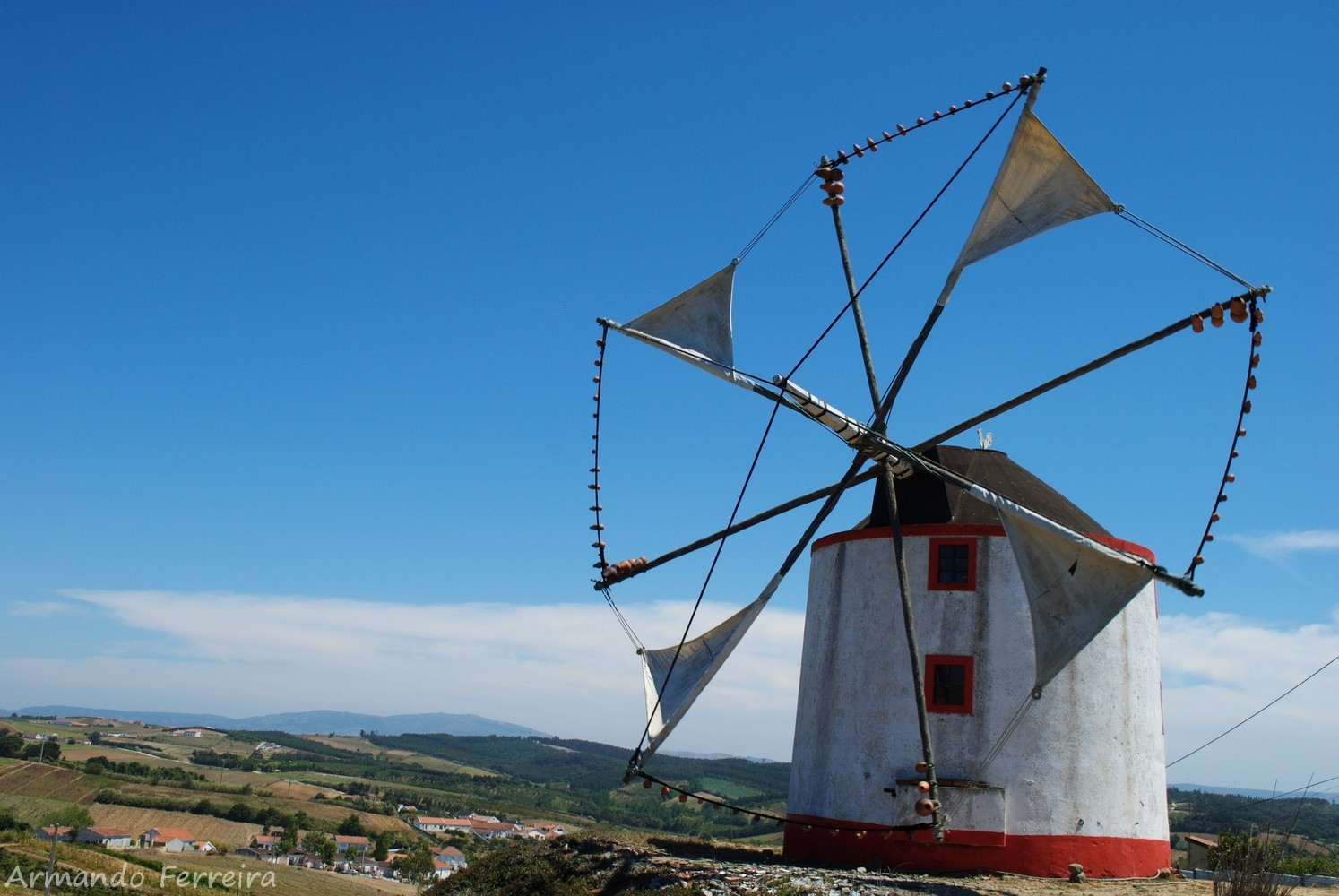
Moinho do Boneco em Moita dos Ferreiros

Podemos encontrar o registo mais antigo relativamente a um moinho de vento, nos escritos de um antigo geógrafo persa, o qual menciona uma história que se teria passado no ano de 644 da nossa era, em que um escravo persa assegura ao califa Omar II que seria capaz de construir um moinho movido pelo vento, decerto inspirado nos engenhos que já nessa altura existiriam na sua terra natal, a Pérsia.
De facto, segundo diversos autores, terá sido neste território, onde atualmente se situa o Irão, mais concretamente na região do Seistão, junto à atual fronteira entre este país e o atual Afeganistão, que terão surgido os primeiros moinhos de vento. Tratar-se-ia de engenhos de roda horizontal, os quais aproveitariam o chamado “vento dos 120 dias”, que aqui sopra ininterruptamente durante esse período de tempo, a velocidades superiores a 100 km por hora, facto que contribui para que se chame a esta região a “Terra dos Ventos”.

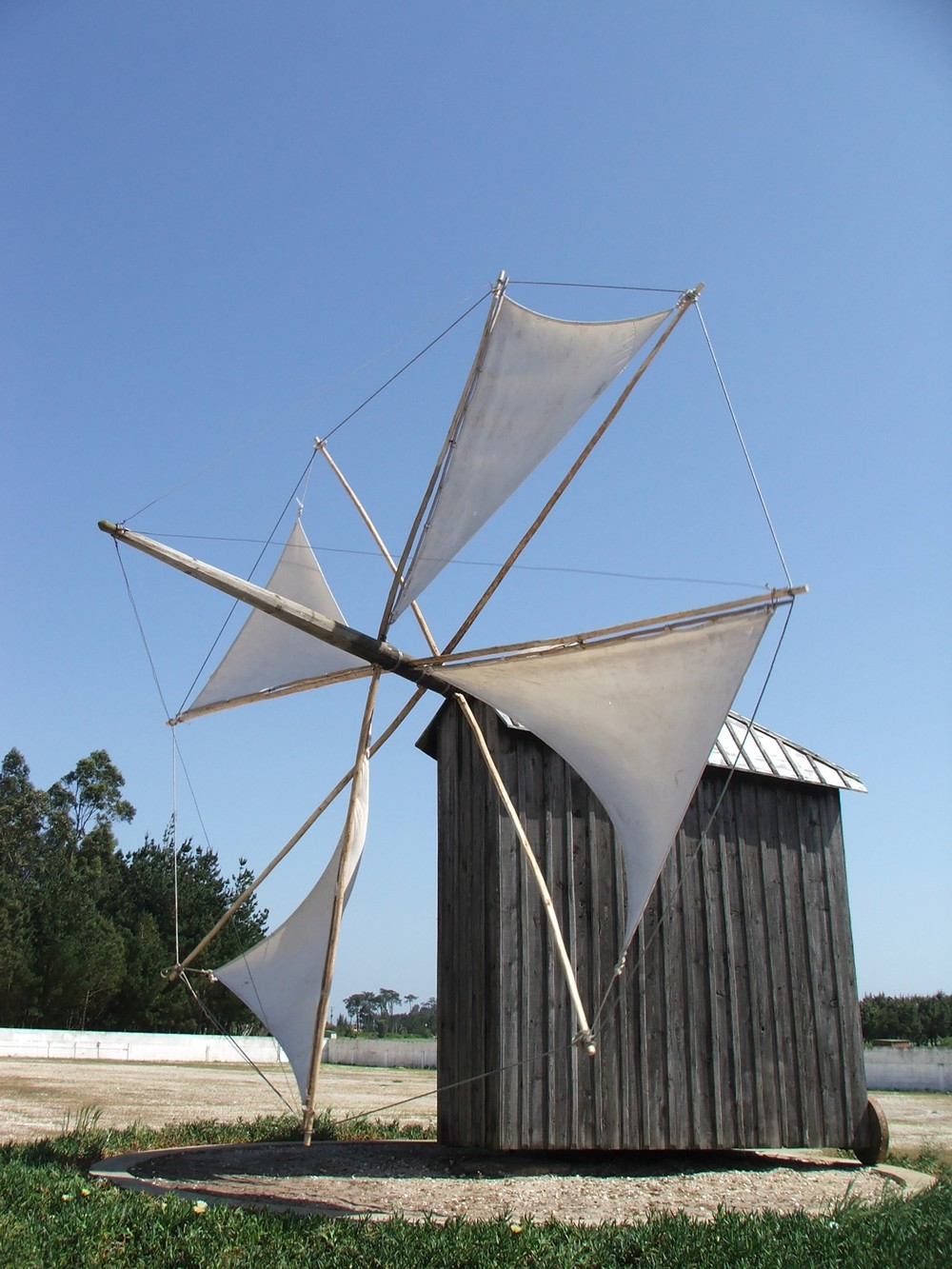
Moinho giratório do Bom Sucesso na Figueira da Foz

Embora o tipo de moinho de vento com eixo vertical e roda horizontal, de tipologia semelhante aos utilizados na antiga Pérsia e mais tarde disseminado pelos povos árabes, tivesse tido alguma implantação em algumas regiões europeias, este terá sido gradualmente substituído pelos engenhos de eixo horizontal e roda vertical, cujas características se adaptam melhor às condições de vento da Europa.
Em Portugal, os moinhos de vento tipo persa terão tido alguma implantação até ao século XVII, onde a sua utilização é citada por alguns autores estrangeiros, embora sem uma importância digna de relevo. De facto, o tipo de moinho que teve uma clara implantação no nosso país foi o de tipo mediterrânico, com eixo horizontal e roda vertical, embora com características que o distinguem de outras tipologias utilizadas em outras regiões da Europa.
Se exceptuarmos alguns poemas de origem muçulmana, os quais referem a existência de moinhos de vento horizontais nos territórios peninsulares na altura sob ocupação árabe, a primeira menção a um moinho de vento no território atualmente ocupado por Portugal, data do ano 1182, em que um documento cita a sua existência na região de Lisboa. Contudo, durante muito tempo este terá sido um sistema de moagem algo raro no território português, onde os moinhos de água tinham uma forte primazia.
Terá sido da conjugação de algumas características do moinho de vento introduzido pelos árabes na Península Ibérica, com o tipo de moinho surgido mais tarde na Europa central, que terá surgido o tipo de moinho de vento que se pode encontrar atualmente em Portugal. De qualquer maneira, tendo em conta algumas especificidades próprias, podemos dividir os moinhos de vento existentes em Portugal em três tipos: moinhos de vento fixos de torre, moinhos de vento giratórios e moinhos de armação.
Moinho de armação

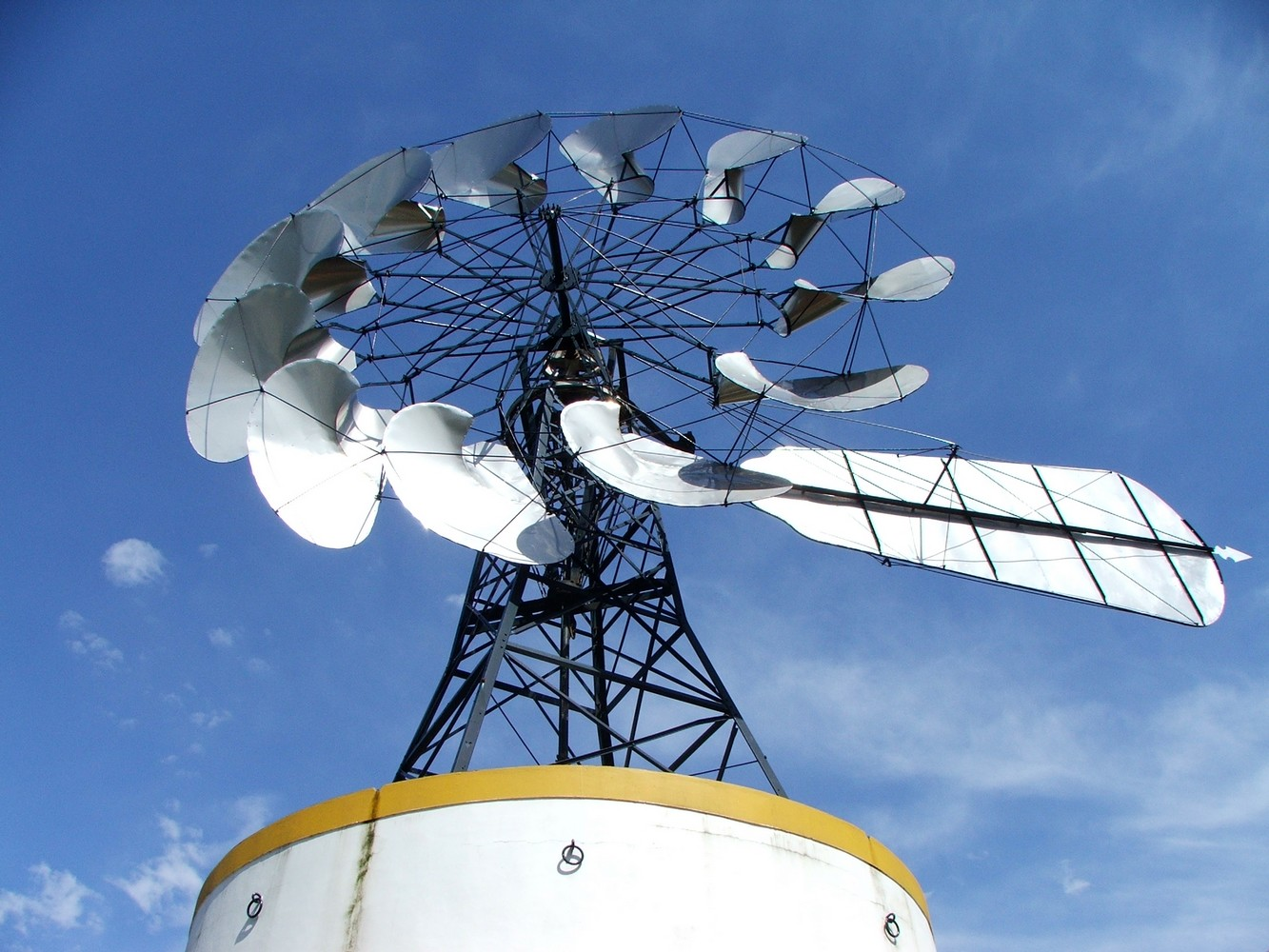
Moinho de armação de Ervosas em Ílhavo

Os moinhos de armação são frequentemente associados aos populares engenhos de tirar água, os quais ainda se podem observar em muitas propriedades agrícolas. Contudo, este tipo de engenho também foi adaptado para a moagem do cereal, exercendo assim a mesma função de um vulgar moinho de vento. Os moinhos de armação podem ser divididos em dois grandes grupos: os de madeira e os metálicos ou americanos.
Os moinhos de armação de madeira eram muito frequentes na faixa litoral entre Aveiro e a Tocha. Eram construções semelhantes aos engenhos de tirar água, de estrutura muito tosca e de fabrico quase artesanal, acabando por cair em desuso ou mesmo desaparecer durante as décadas de 50 e 60 do século passado.
Os moinhos de armação metálicos, de fabrico praticamente industrial, permitiam um muito maior rendimento. Contudo, o seu declínio acentuou-se nas últimas décadas do século XX, sendo que atualmente são raríssimos os exemplares que a nível nacional ainda se encontram em funcionamento, sendo que estes fazem praticamente todos parte de núcleos museológicos.

## Organizações
Existem algumas organizações especializadas neste domínio.
A nível internacional, a TIMS - The International Molinological Society é a mais prestigiada. Existe desde 1965, reunido especialistas de cerca de 30 países de todo o mundo. Edita regularmente a Revista International Molinology e a série de monografias Bibliotheca Molinologica. A cada quatro anos organiza um Simposium e, entre simpósios,uma mid-term excursion. De facto, o termo “Molinologia” terá sido pela primeira vez utilizado em 1965, pelo Dr. João Miguel dos Santos Simões, quando reuniu em Portugal alguns investigadores nacionais e estrangeiros, assim como entusiastas dos moinhos tradicionais, naquele que é considerado o primeiro Simpósio Internacional de Molinologia e o percursor da criação da TIMS - The International Molinological Society.
A nível dos países de expressão portuguesa, existe a Rede Portuguesa de Moinhos que reúne uma comunidade de prática e um centro de recursos de molinologia e etnotecnologia portuguesa ao serviço do desenvolvimento regional. É uma iniciativa inovadora da Etnoideia e foi criada em Boticas em Abril de 2006, tendo iniciado a sua atividade operacional em Agosto do mesmo ano, contando com o Alto Patrocínio da Câmara Municipal de Boticas desde a primeira hora a que se juntaram posteriormente, como apoiantes, os Municípios de Montijo, Cascais e Viana do Castelo.
Um ano depois da sua criação, a Rede era já uma referência incontornável para todos quantos se interessam pelo Património Molinológico Português. Conta com mais de 100.000 visitas na Internet e atingiu já cerca de uma centena de participantes ativos de 46 Municípios do continente e ilhas (à data de Agosto 2007).

## A Rede Portuguesa de Moinhos
• É um espaço de encontro de pessoas e instituições que estudam, possuem, exploram, recuperam ou promovem a reutilização dos moinhos tradicionais portugueses.
- Articula e organiza a comunidade molinológica portuguesa que recorre continuadamente ao aconselhamento técnico e pedidos de informação e formação.
- Conjuga as novas tecnologias com atividades de caráter mais tradicional, ajustando-se aos ritmos de vida e estádios de desenvolvimento tecnológico de realidades tão diversas como o mundo urbano e o mundo rural, o interior e o litoral, as ilhas e o continente.
- Os assinantes da rede são diversificados: Câmaras Municipais, Juntas de Freguesia, Escolas, Associações de Desenvolvimento, Associações Culturais e de Defesa do Património, Museus Investigadores, Empresários, Curiosos, Moleiros, investigadores, autarcas, técnicos, empresários, entusiastas, amadores, molinólogos, estudantes, professores, estudantes e entusiastas dos moinhos e do património rural, moleiros e proprietários de moinhos.
- Atua no espaço cultural da Lusofonia, onde tem atraído atenções de pessoas e organizações nos Países de Língua Oficial Portuguesa, nomeadamente no Brasil, onde os moinhos tradicionais estão historicamente ligados à exploração pioneira daquele rico e vasto território, bem como ao desenvolvimento pré-industrial do país.
- Funciona em articulação estratégica com a TIMS – The International Molinological Society (Sociedade Internacional de Molinologia), proporcionando um interface entre as duas redes, nos níveis nacional e internacional, dando acesso a conexões efetivas com pessoas, organizações e redes nacionais em mais de trinta países em todo o mundo.

Um dos principais objetivos da rede é a afirmação do Património Molinológico Português como uma mais-valia para o desenvolvimento regional e local, designadamente nas áreas-chave da cultura, educação, empreendedorismo , valorização e promoção turística sustentável e de qualidade.
Esta Rede, assenta o seu modelo nas comunidades de prática e atua como um fórum permanente e um centro de recursos coletivo, construído por todos para uso de todos, que muito poderá contribuir para a salvaguarda dos moinhos tradicionais portugueses ao serviço do desenvolvimento das nossas regiões.
Entre outras atividades e serviços a Rede dispõe de um portal com atualização regular, com:
• Notícias
• Calendário de eventos
• Memórias,
• SOS moinhos
• Anúncios
• Publicações,
• Inventário dos moinhos de Portugal (cadastro e fotografia)
• Galeria de imagens
• Centro de recursos / Biblioteca
• Informação / difusão
• Sala de reuniões virtual / encontros e tertúlias on-line.
• Inquéritos e sondagens de opinião
Anualmente, a Rede promove a realização do Dia dos Moinhos Abertos de Portugal (7 de Abril – Dia Nacional dos Moinhos), uma iniciativa de grande abrangência territorial e que envolve a colocação de um número crescente de moinhos tradicionais, em funcionamento simultâneo durante um dia, visitáveis e abertos a todos. A iniciativa tem grande cobertura mediática e mobilização nacional.
Edita regularmente a coleção Molinologia Portuguesa de grande participação a nível nacional. Organiza reuniões dos animadores da rede em itinerância pelas regiões, bem como ações presenciais descentralizadas por todo o território nacional no âmbito da Molinologia Portuguesa, formação, encontros e workshops.
Dispõe ainda de um stand e exposição próprias com que participa em Exposições e Feiras regionais, setoriais e turísticas, promovendo os moinhos, as energias renováveis e as tecnologias tradicionais.

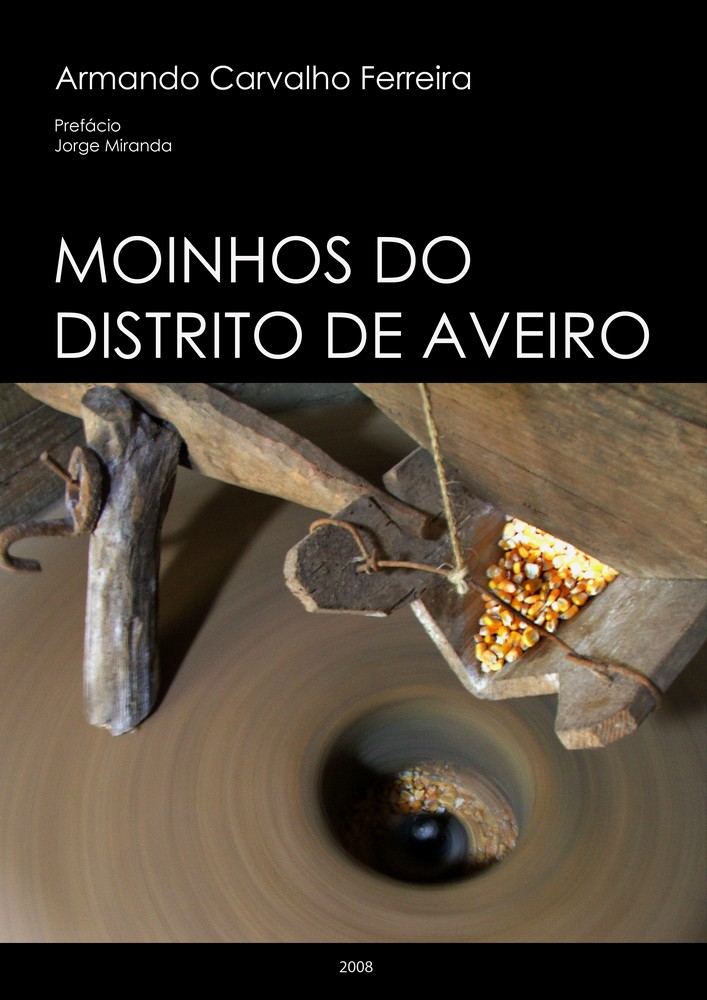
Capa do livro "Moinhos do Distrito de Aveiro"